# Dileep Kumar Kanjilal
Dileep Kumar Kanjilal (* 1. August 1933 in Kalkutta) ist ein indischer Indologe und Professor für Pali, Sanskrit und weitere alte Sprachen Indiens.

## Leben
Kanjilal war Sanskrit-Lehrer am Scottish Church College in Kalkutta von 1956 bis 1957 und anschließend beim West Bengal Educational Service angestellt. Nach einer Ausbildung am Sanskrit College in Kalkutta mit dem Abschluss Master of Arts (Erster Klasse), erwarb er den Doktor der Philosophie an der University of Calcutta und den Bachelor of Letters (B. Litt.) in Oxford. Von 1969 bis 1971 war er als Research Fellow der  Association of Commonwealth Universities in England und anderen europäischen Staaten unterwegs. Er ist Professor am West Bengal Senior Educational Service und Ehrenmitglied der Asiatic Society Kalkutta, am Bhandarkar Oriental Research Institute (B.O.R.I.) in  Pune,  des K. S. Rangasamy  Institut in Madras und der Forschungsgesellschaft für Archäologie, Astronautik und SETI (AAS).

## Schriften (Auswahl)
- Vimanas in Ancient India. Sanskrit. Pustak Bhandar, Calcutta 1985
  - Vimanas in Ancient India. In: Fliegende Maschinen im alten Indien. Deutsche Übersetzung. In: Erich von Däniken: Habe ich mich geirrt? Neue Erinnerungen an die Zukunft. Goldmann, München 1990. ISBN 3-442-08973-5
- India in the Nāṭyasāśtra of Bharata. Sanskrit. Pustak Bhandar, 2002.
- Literature on patriotism and patriotic feeling in Sanskrit. Sanskrit College, 1994.
- Saṃskr̥ta sāhitye hāsyarasa. Saṃskr̥ta Kalēja, 1964.
- Kālidāsaviracitam Abhijñānaśākuntalam. Sanskrit College, 1980.